# Šun-č’
Šun-č’ (čínsky 順治帝, pinyin Shùnzhìdì) (15. března 1638 – 5. ledna 1661) byl v pořadí druhý císař mandžuské dynastie Čching. Stal se prvním císařem z této dynastie, který vládl nad celou vlastní Čínou (1644–1661). Na trůn nastoupil v pěti letech po smrti svého otce císaře Chung Tchaj-ťiho. Po jeho smrti se císařského trůnu chopil Kchang-si.